# Arseniuro de galio
El arseniuro de galio (GaAs) es un compuesto de galio y arsénico. Es un importante semiconductor y se usa para fabricar dispositivos como circuitos integrados a frecuencias de microondas, diodos de emisión infrarroja, diodos láser y células fotovoltaicas.

## GaAs en tecnologías de altas frecuencias
La masa efectiva de la carga eléctrica del GaAs tipo N dopado es menor que en el silicio del mismo tipo, por lo que los electrones en GaAs se aceleran a mayores velocidades, tardando menos en cruzar el canal del transistor. Esto es muy útil en altas frecuencias, ya que se alcanzará una mayor frecuencia máxima de operación.
Esta necesidad de trabajar con circuitos que permitan actuar a mayores frecuencias tiene su origen en las industrias de defensa y espacial, en el uso de radares, comunicaciones seguras y sensores. Tras el desarrollo por parte de programas federales, pronto el GaAs se extendió a los nuevos mercados comerciales, como redes de área local inalámbricas (WLAN), sistemas de comunicación personal (PCS), transmisión en directo por satélite (DBS), transmisión y recepción por el consumidor, sistemas de posicionamiento global (GPS) y comunicaciones móviles. Todos estos mercados requerían trabajar a frecuencias altas y poco ocupadas que no podían alcanzarse con elementos de silicio o germanio.
Además, esto ha afectado a la filosofía de fabricación de semiconductores, empleándose ahora métodos estadísticos para controlar la uniformidad y asegurar la mejor calidad posible sin afectar gravemente al coste. Todo esto posibilitó también la creación de nuevas técnicas de transmisión digital a mayor potencia de radiofrecuencia y amplificadores de baja tensión/bajo voltaje para maximizar el tiempo de operación y de espera en dispositivos alimentados por baterías.

### Arseniuro de galio vs silicio y germanio
Las propiedades físicas y químicas del GaAs complican su uso en la fabricación de transistores por ser un compuesto binario con una menor conductividad térmica y un mayor coeficiente de expansión térmica (CET o CTE), mientras que el silicio y el germanio son semiconductores elementales.  Además, los fallos en dispositivos basados en GaAs son más difíciles de entender que aquellos producidos en el silicio, y pueden resultar más caros, al ser su utilización mucho más reciente.
Pero comparando la relación calidad y precio, el valor añadido del GaAs compensa los costos de fabricación, además de que los mercados indicados están en continuo crecimiento, que demandan esta tecnología que permita mayores frecuencias, lo que ayudará a abaratar costos.

### Materiales relacionados
- Arseniuro de aluminio (AlAs)
- Arseniuro de indio (InAs)
- Antimoniuro de galio (GaSb)
- Fosfato de galio (GaP)
- Arseniuro de galio y aluminio (AlGaAs)
- Arseniuro de indio y galio (GaInAs)
- Fosfuro de galio y arsénico (GaAsP)
- Nitruro de galio (GaN)